# Keith Briffa
Keith R. Briffa (27 de diciembre de 1952 – 29 de octubre de 2017) fue un climatólogo inglés, empleado de la Climatic Research Unit, Universidad de Anglia del Este. En su obra profesional, se ha enfocado en el cambio climático en el Holoceno Tardío, con especial énfasis en las porciones norteñas de Europa y Asia. Sus métodos preferidos son la dendroclimatología, un sistema de procedimientos para decodificar información de pasados climas a partir de los espesores de anillos de árboles.

## Algunas publicaciones
- Briffa K.R. (2013). «Reassessing the evidence for tree-growth and inferred temperature change during the Common Era in Yamalia, northwest Siberia». Quaternary Science Reviews 72: 83-107. doi:10.1016/j.quascirev.2013.04.008.

- Briffa K.R. (2008). «Trends in recent temperature and radial tree growth spanning 2000 years across northwest Eurasia». Phil. Trans. R. Soc. B 363 (1501): 2269-82. PMC 2606779. PMID 18048299. doi:10.1098/rstb.2007.2199.

- Osborn T.J. and K.R. Briffa (2006). «The spatial extent of 20th-century warmth in the context of the past 1200 years». Science 311 (5762): 841. PMID 16469924. doi:10.1126/science.1120514.

- Briffa K.R., et al. (2008). «Trends in recent temperature and radial tree growth spanning 2000 years across northwest Eurasia». Phil. Trans. R. Soc. B 363 (1501): 2269-82. PMC 2606779. PMID 18048299. doi:10.1098/rstb.2007.2199.

- Briffa K.R., et al. (2002). «Unusual twentieth-century summer warmth in a 1,000-year temperature record from Siberia». Nature 376: 156-9. doi:10.1038/376156a0.

- Briffa, K.R. (2000). «Annual climate variability in the Holocene: interpreting the message of ancient trees». Quaternary Science Reviews 19 (1-5): 87-105. doi:10.1016/S0277-3791(99)00056-6.